# Sky Tower (Wrocław)
Sky Tower là một tòa nhà chọc trời ở Wrocław, Ba Lan. Việc xây dựng bắt đầu vào tháng 12 năm 2007 với việc phá hủy cấu trúc Poltegor cao 24 tầng, cho đến thời điểm đó, đây là tòa nhà cao nhất trong thành phố. Sky Tower là tòa nhà cao nhất Ba Lan trong hạng mục từ chiều cao đến mái và hạng cao nhất và là công trình kiến trúc cao thứ hai sau Cung điện Văn hóa và Khoa học tại Warsaw. Một khu vực quan sát có thể cho công chúng truy cập nằm ở tầng 49.

## Thiết kế đầu tiên

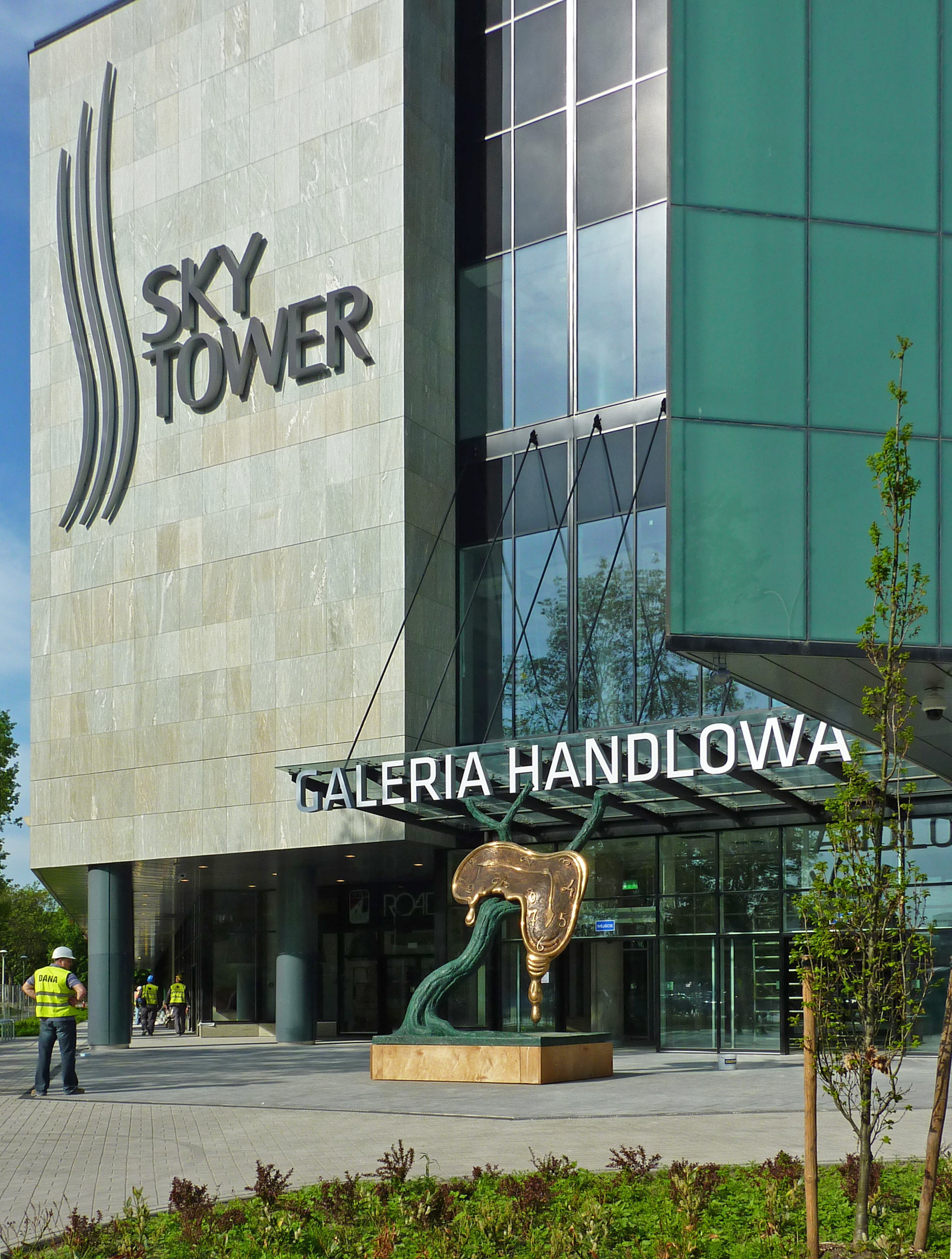
Hồ sơ thời gian, tác phẩm điêu khắc của Salvador Dalí trước Tháp Sky, được cho mượn vĩnh viễn từ Bảo tàng Dalí ở Paris.

Dự án nằm trên một khu đất có diện tích 27.362 mét vuông, nằm ở phía nam của trung tâm Wrocław, nằm cách Quảng trường chính khoảng 2,5 km.
Theo kế hoạch kiến trúc ban đầu, Sky Tower sẽ là một khu dân cư, văn phòng và thương mại bao gồm 7 tòa nhà có chiều cao khác nhau và diện tích bề mặt hơn 260.000 mét vuông. Một trong những tòa nhà chung cư bao gồm Sky Tower có chiều cao là 258m, bao gồm một ngọn tháp (chiều cao mái nhà ở mức 221m) và do đó nó là tòa nhà dân cư cao nhất ở Ba Lan. Khu phức hợp là nơi chứa một bãi đậu xe có sức chứa hơn 2.000 xe hơi. Hoàn thành dự án Sky Tower ban đầu được dự kiến trong nửa cuối năm 2010.

## Suy thoái kinh tế
Giống như nhiều công trường xây dựng trên thế giới, Sky Tower bị ảnh hưởng bởi cuộc khủng hoảng kinh tế năm 2008 và việc xây dựng tòa tháp đã bị đình trệ trong một năm. Vào tháng 11 năm 2009, một nhà đầu tư, một trong những người giàu nhất Ba Lan, Leszek Czarnecki (cổ đông của Getin Holding SA), tuyên bố rằng dự án sẽ được thiết kế lại với chiều cao tổng thể thấp hơn là 212 mét. Công việc xây dựng đã được nối lại và dự kiến sẽ hoàn thành vào cuối năm 2012. Ngày 24 tháng 5 năm 2012 chứng kiến sự mở cửa của một trung tâm mua sắm trong khu phức hợp Sky Tower. 